# Коларово (Благоєвградська область)
Кола́рово (болг. Коларово) — село в Благоєвградській області Болгарії. Входить до складу общини Петрич.

## Населення
За даними перепису населення 2011 року у селі проживали 1880 осіб.
Національний склад населення села:
| Національність   | Кількість осіб | Відсоток |
| ---------------- | -------------- | -------- |
| болгари          | 1714           | 95,5%    |
| цигани           | 46             | 2,6%     |
| турки            | 0              | 0%       |
| Всього відповіли | 1795           |          |

Розподіл населення за віком у 2011 році:
Динаміка населення:

## Відомі уродженці
- Серафим Барзаков — болгарський борець вільного стилю, дворазовий переможець та дворазовий срібний призер чемпіонатів світу, чотириразовий переможець, дворазовий срібний та чотириразовий бронзовий призер чемпіонатів Європи, срібний призер Олімпійських ігор.